# 梅利托波爾地方歷史博物館
梅利托波爾地方歷史博物館（烏克蘭語：Мелітопольський краєзнавчий музей）是烏克蘭梅利托波爾的博物館，展示該地區的自然、藝術與歷史。

## 歷史
梅利托波爾地方歷史博物館的歷史可追溯至1900年，當時梅利托波爾地方自治局以750盧布購入了180件鳥類標本，1910年又加入了梅利托波爾實業學校的藏品。1921年梅利托波爾地方博物館成立，谢尔季科夫（D. Serdyukov）擔任首任館長。1920年代博物館僅有三個房間與一個走廊，館藏雖多但空間不足且未經整理。1930年代館長庫里洛-克里木察克發起亞速海地區的環境保護運動，阻止農地擴張，1935年他被解職逮捕，但蘇德戰爭期間他被納粹德國任命為梅利托波爾市長，並再次擔任博物館的館長。
1967年博物館遷至切尔尼科夫大樓的現址。1972年博物館中設立了展示1943年10月蘇軍進攻黑豹-沃坦防线過程的立體透視模型。
2022年3月俄烏戰爭期間，俄軍佔領梅利托波爾後，時任梅利托波爾地方歷史博物館館長的莱拉·伊贝拉纪莫娃（Leila Ibragimova）被俄軍逮捕。

## 建築
梅利托波爾地方歷史博物館所在的切尔尼科夫大樓建於1913年，共有三層樓，內部充滿粉飾灰泥雕飾，為兩度擔任梅利托波爾市杜馬主席的伊萬·切爾尼科夫家族所建，當時一樓為銷售美商勝家縫紉機的商店，二樓與三樓則為住宅用。
1917年切爾尼科夫家族移居法國。1920年6月至10月被白軍將領彼得·弗蘭格爾用作總部；1920與1930年代為求職會所；第二次世界大戰期間被德軍徵用，蘇軍收復梅利托波爾後為蘇共黨組織與共青團使用，後來一樓曾為銀行。1967年市政府將大樓轉予梅利托波爾地方歷史博物館。

## 藏品
梅利托波爾地方歷史博物館有約6萬件藏品，其中有一件西元前4世紀的斯基泰金飾，為自當地一座庫爾干中發現。博物館中有許多硬幣收藏，多為1986年一次性發現的20世紀早期銀幣，另外還有許多藝術品、紡織品、古典傢具、瓷器與陶器，以及梅利托波爾地區的歷史照片、檔案與書籍，本地藝術家亚历山大·泰斯勒的畫作，杜霍波尔紀念石碑等（紀念自梅利托波爾被流放外地的杜霍波尔派教徒）；自然方面則包括地質學、古生物學、動物學、植物學等類的藏品。

## 圖集

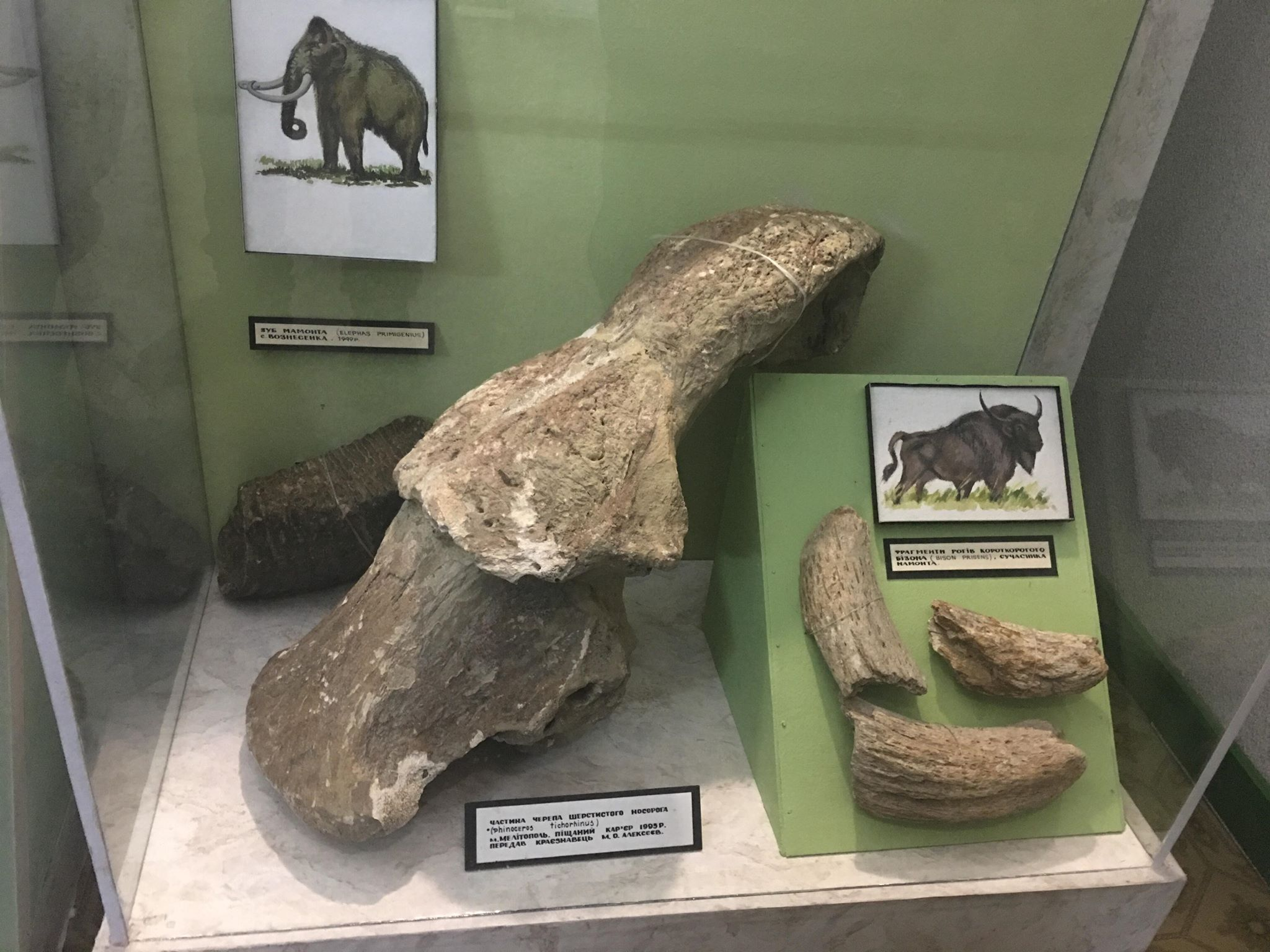
披毛犀
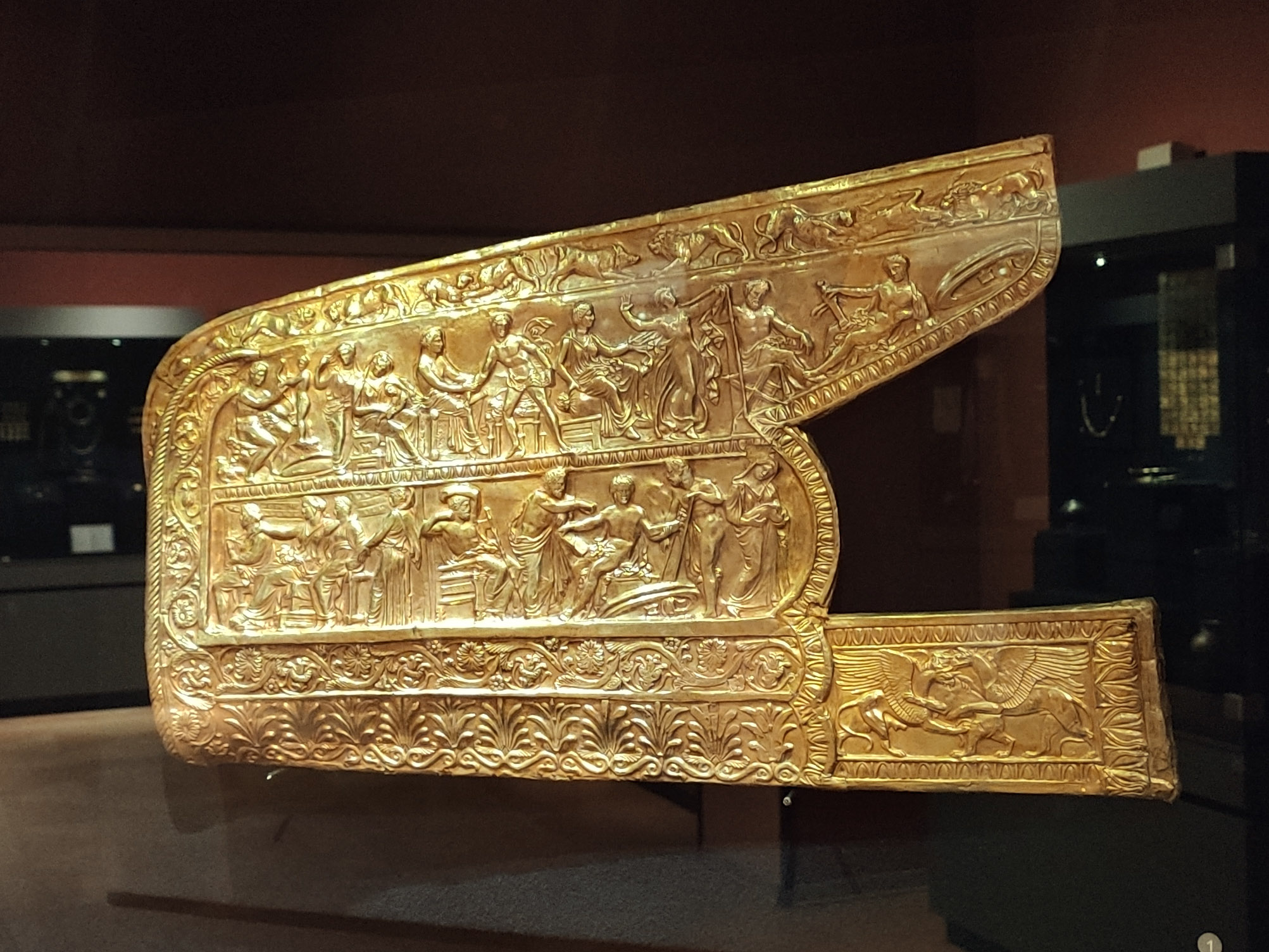
斯基泰金飾
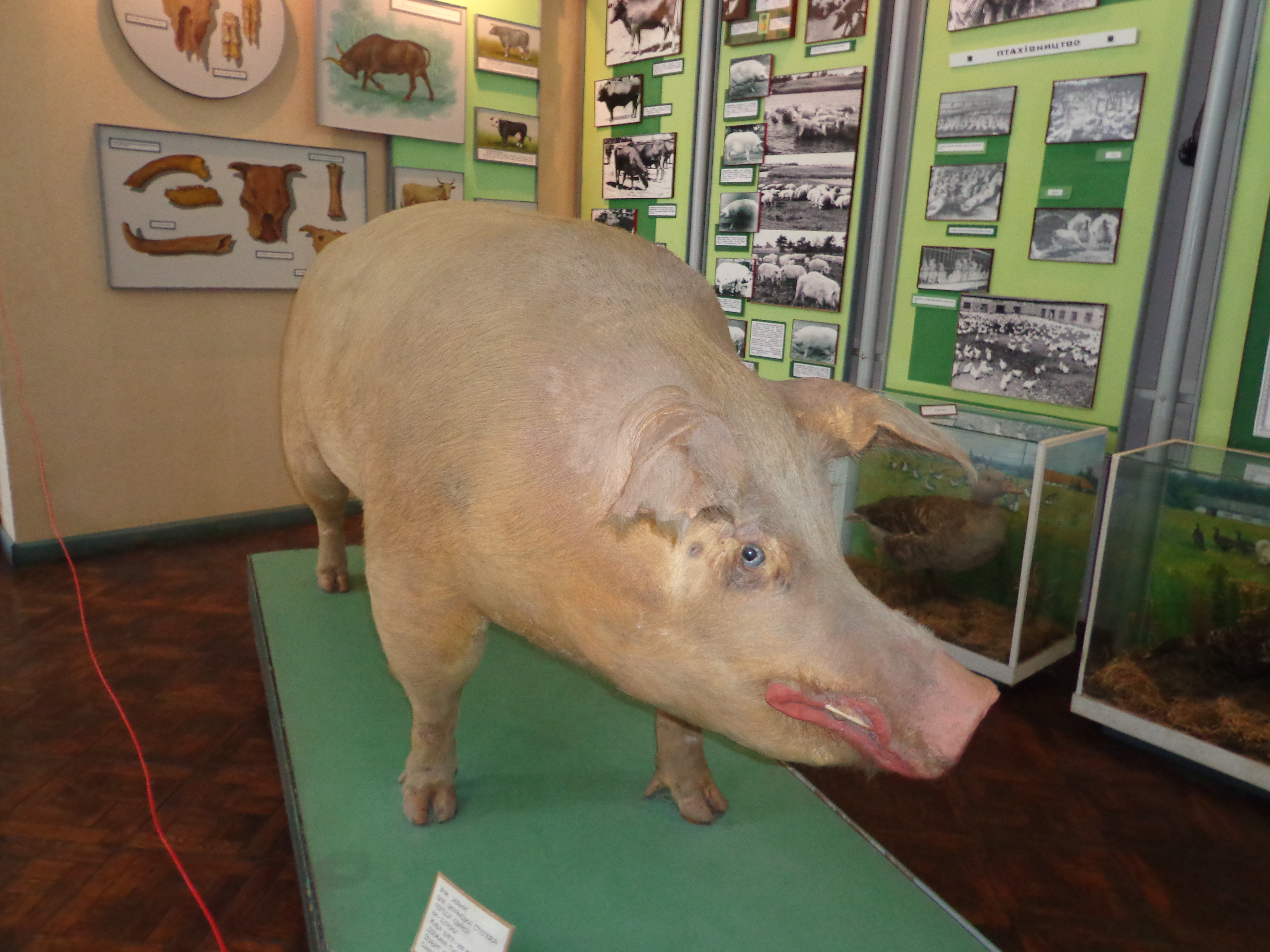
豬標本
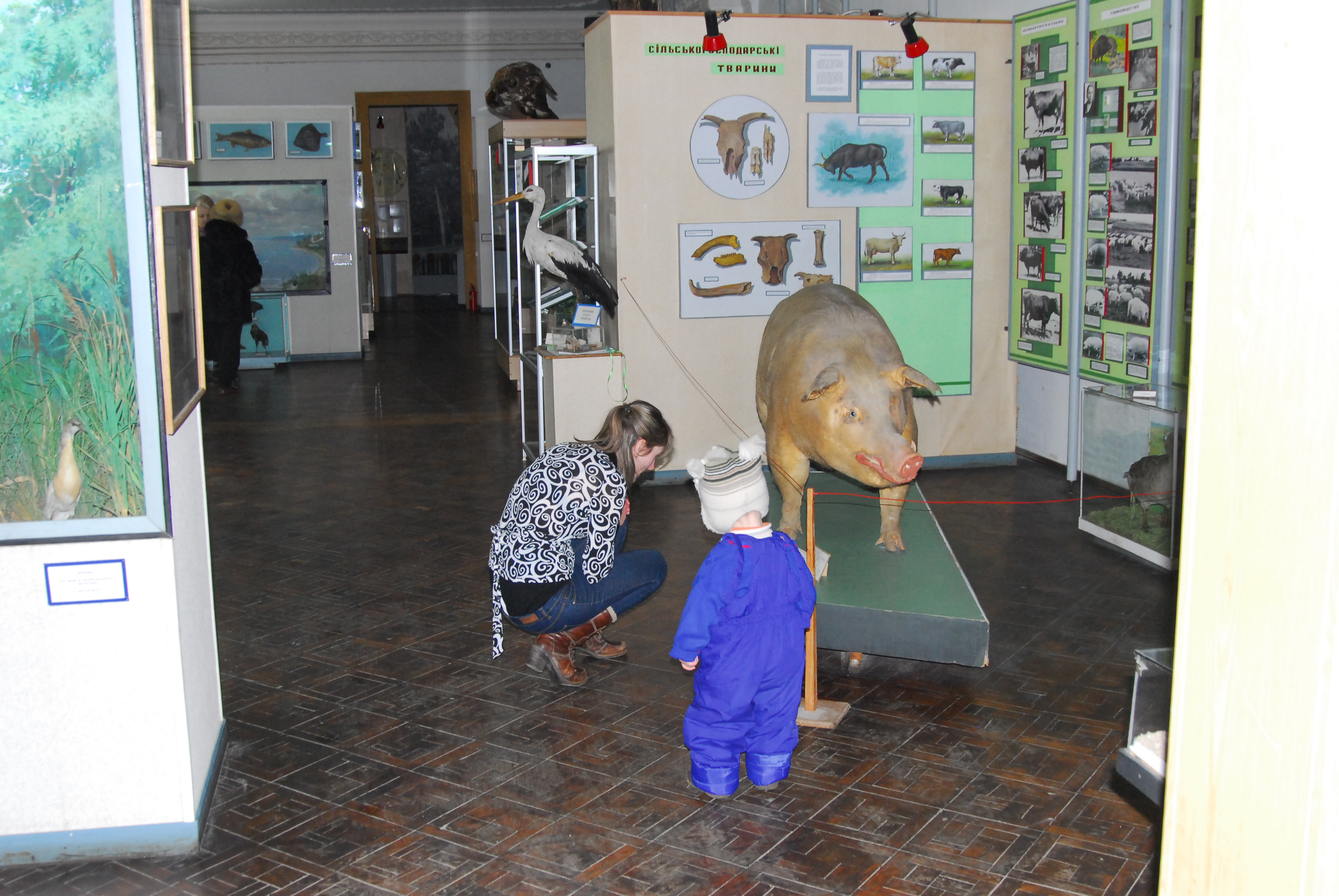
動物展廳
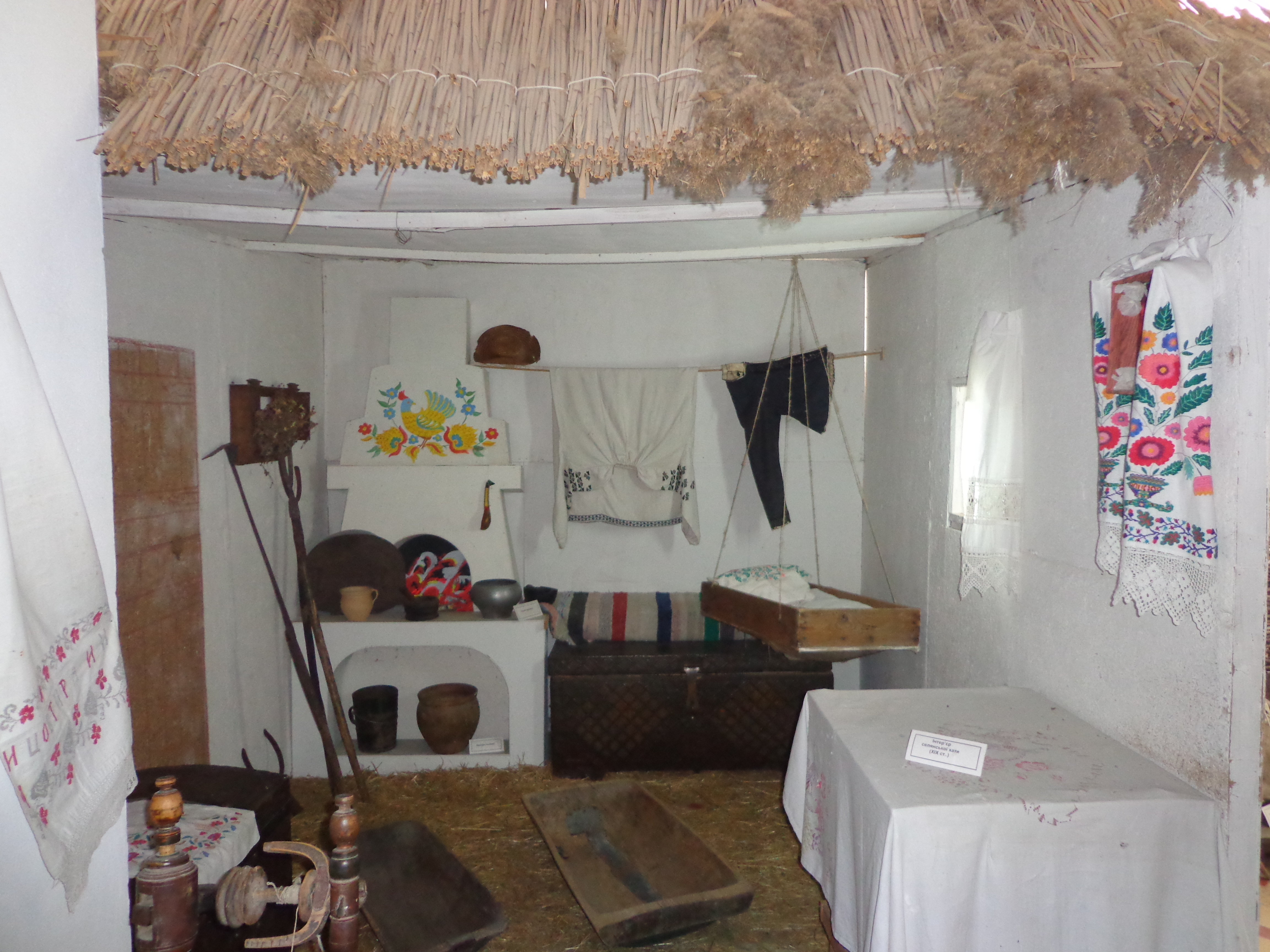
地方民俗文物
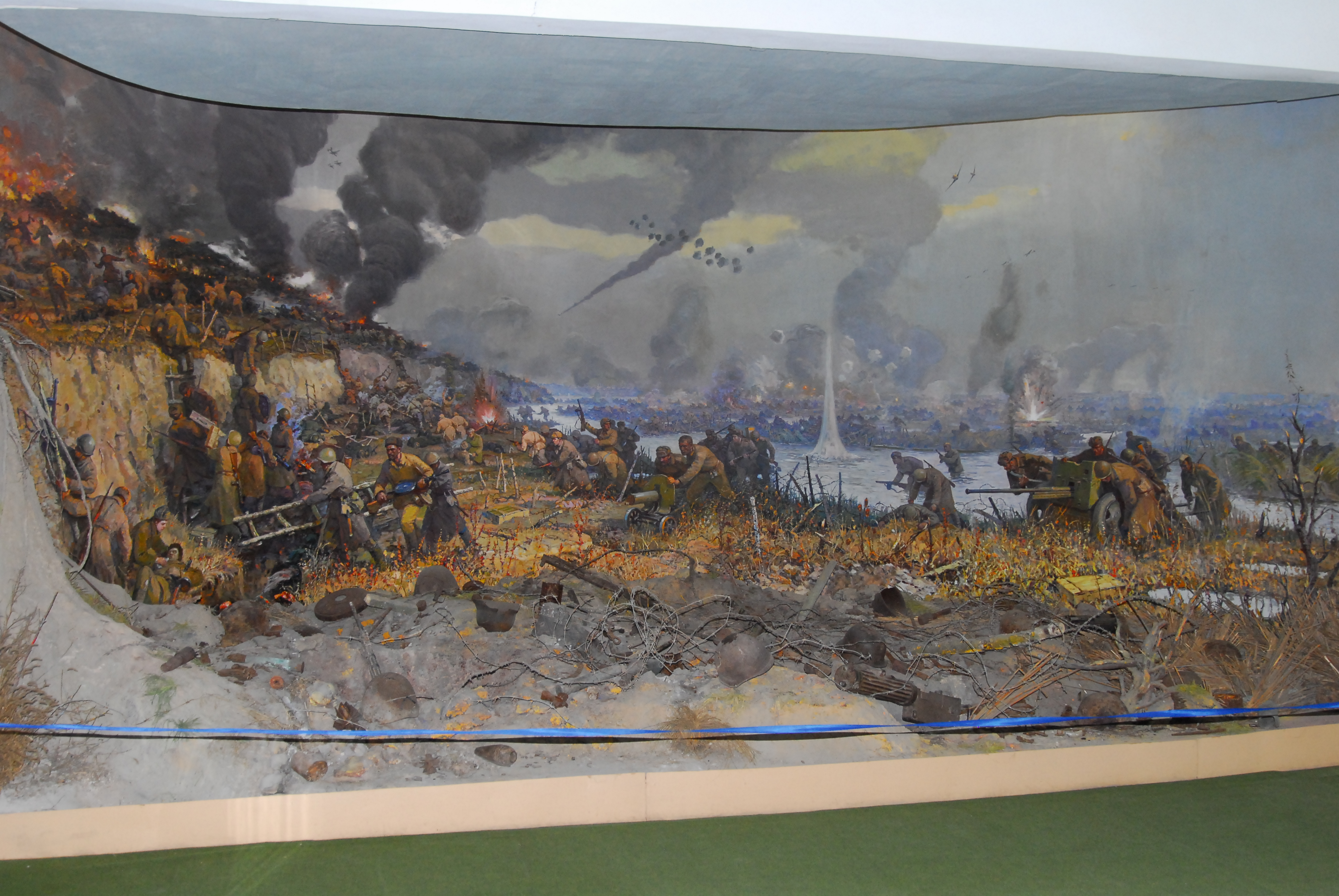
立體透視模型
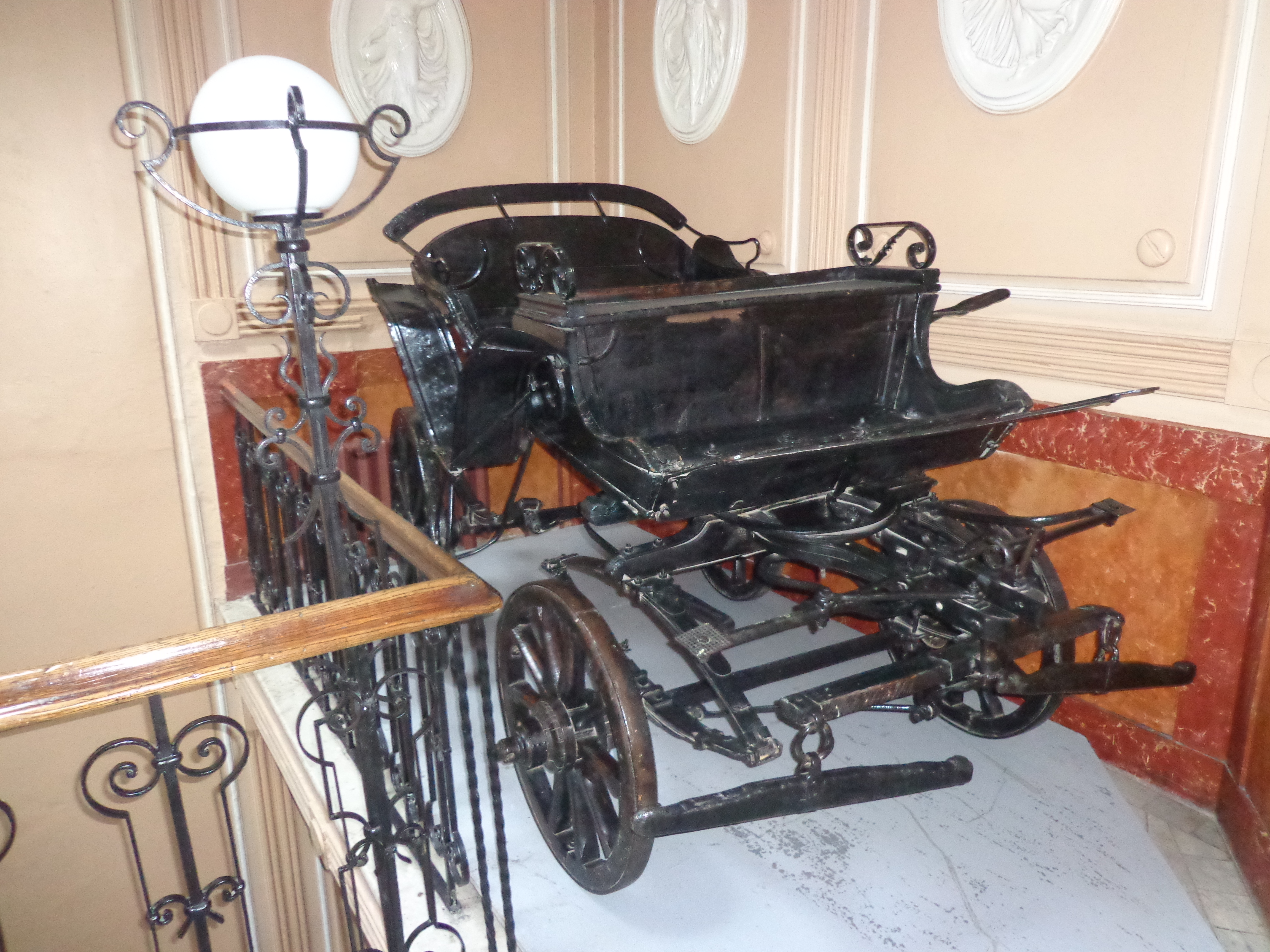
1920年代的機槍車